# Мушковай (река)
Мушковай — река в Удмуртии, протекает по Увинскому району. Устье реки находится в 50 км от устья Нылги по правому берегу. Длина реки составляет 14 км, площадь водосборного бассейна — 88,2 км².
Исток находится в заболоченном лесу к югу от деревни Пужмесь-Тукля. Река течёт на юго-восток по ненаселённому лесу. Село Мушковай находится двумя километрами восточнее реки. Впадает в Нылгу выше села и станции Областная.

## Данные водного реестра
По данным государственного водного реестра России относится к Камскому бассейновому округу, водохозяйственный участок реки — Вятка от водомерного поста посёлка городского типа Аркуль до города Вятские Поляны, речной подбассейн реки — Вятка. Речной бассейн реки — Кама.
Код объекта в государственном водном реестре — 10010300512111100039221.